# Michael Cook (historien)
Pour l’article homonyme, voir Michael Cook.
Michael Allan Cook, né le 24 décembre 1940, est un historien britannique spécialiste de l'histoire de l'Islam. Il est professeur à l'université de Princeton.
Il reçoit le prix Holberg en 2014 et le prix Balzan en 2019.

## Biographie
Il est professeur d’histoire économique du Proche Orient à l'École des études orientales et africaines de l'université de Londres, dont il a aussi été étudiant. Son domaine principal de recherche est l'histoire des premières années de l’islam.

## Publications
- 1972 : Population Pressure in Rural Anatolia, 1450-1600, Oxford University Press
- 1977 : Hagarism: The Making of the Islamic World, avec Patricia Crone, Cambridge University Press
- 2000 : The Koran: A Very Short Introduction, Oxford University Press
- 2003 : A Brief History of the Human Race, W. W. Norton & Company
- 2014 : Ancient Religions, Modern Politics - The Islamic Case in Comparative Perspective, Princeton University Press